# Julia Josten
Julia Josten (* 4. Dezember 1978 in Hamburg) ist eine deutsche Fernsehmoderatorin.

## Leben und Wirken
Julia Josten machte nach dem Abitur 1998 einen Abschluss als Wirtschaftskorrespondentin mit dem Hauptfach Englisch und der Nebensprache Spanisch. Seit 2005 ist sie als Moderatorin tätig. Zunächst moderierte sie Trend- und Society-Magazine, ab 2009 Nachrichtensendungen auf Pro Sieben, N24 und n-tv. Seit September 2014 moderiert sie gemeinsam mit Florian Ambrosius das Entertainment-Magazin „Gossip“ auf Sat.1.